# Isaak van Nickelen
Isaak van Nickelen, auch in der Schreibweise Isaac van Nickelen (* 1632/1633 in Haarlem, Republik der Vereinigten Niederlande; † 1703 ebenda), war ein niederländischer Maler.

## Leben

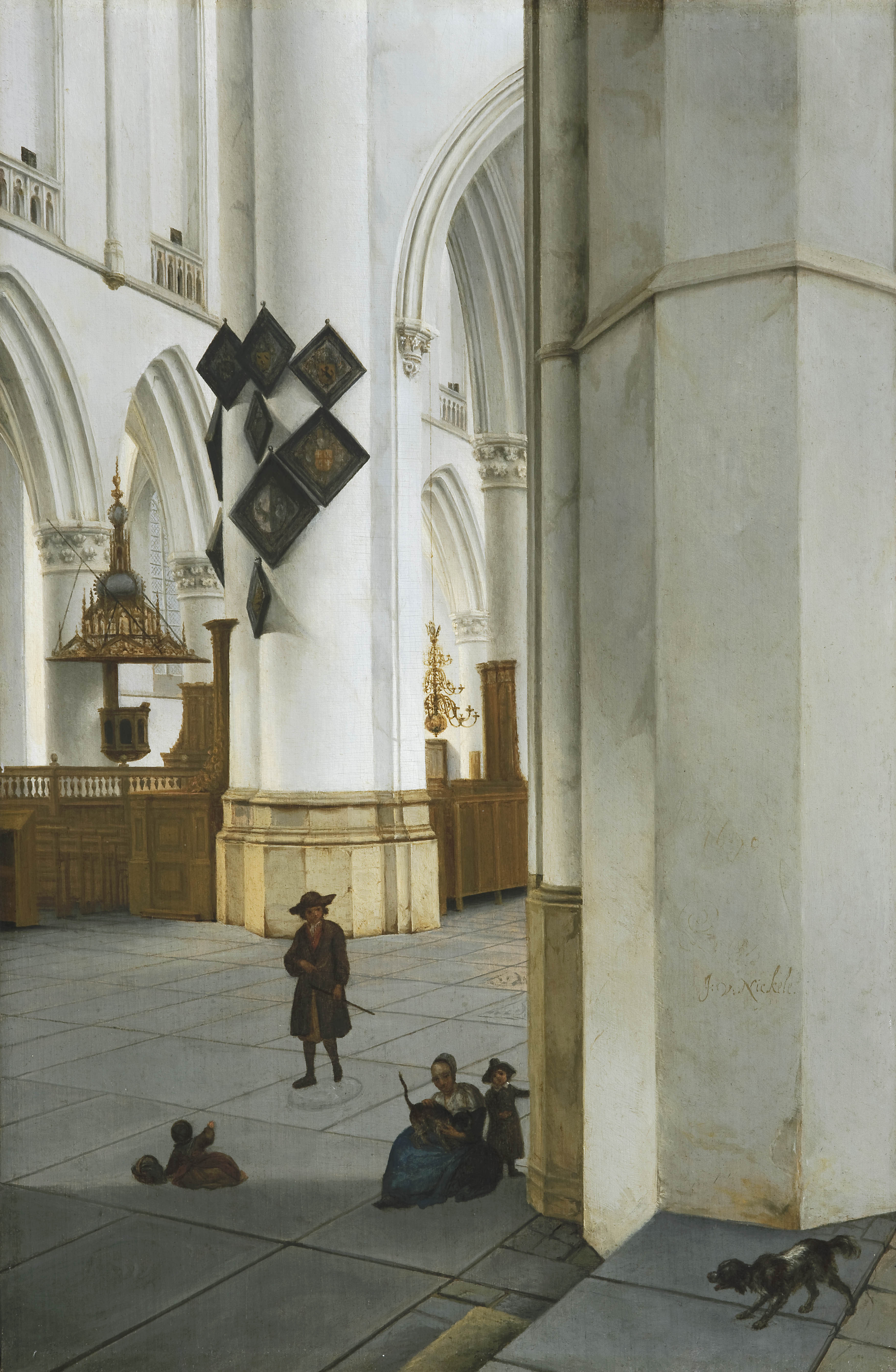
Inneres der St.-Bavo-Kirche in Haarlem, 1670, Fondation Custodia, Paris

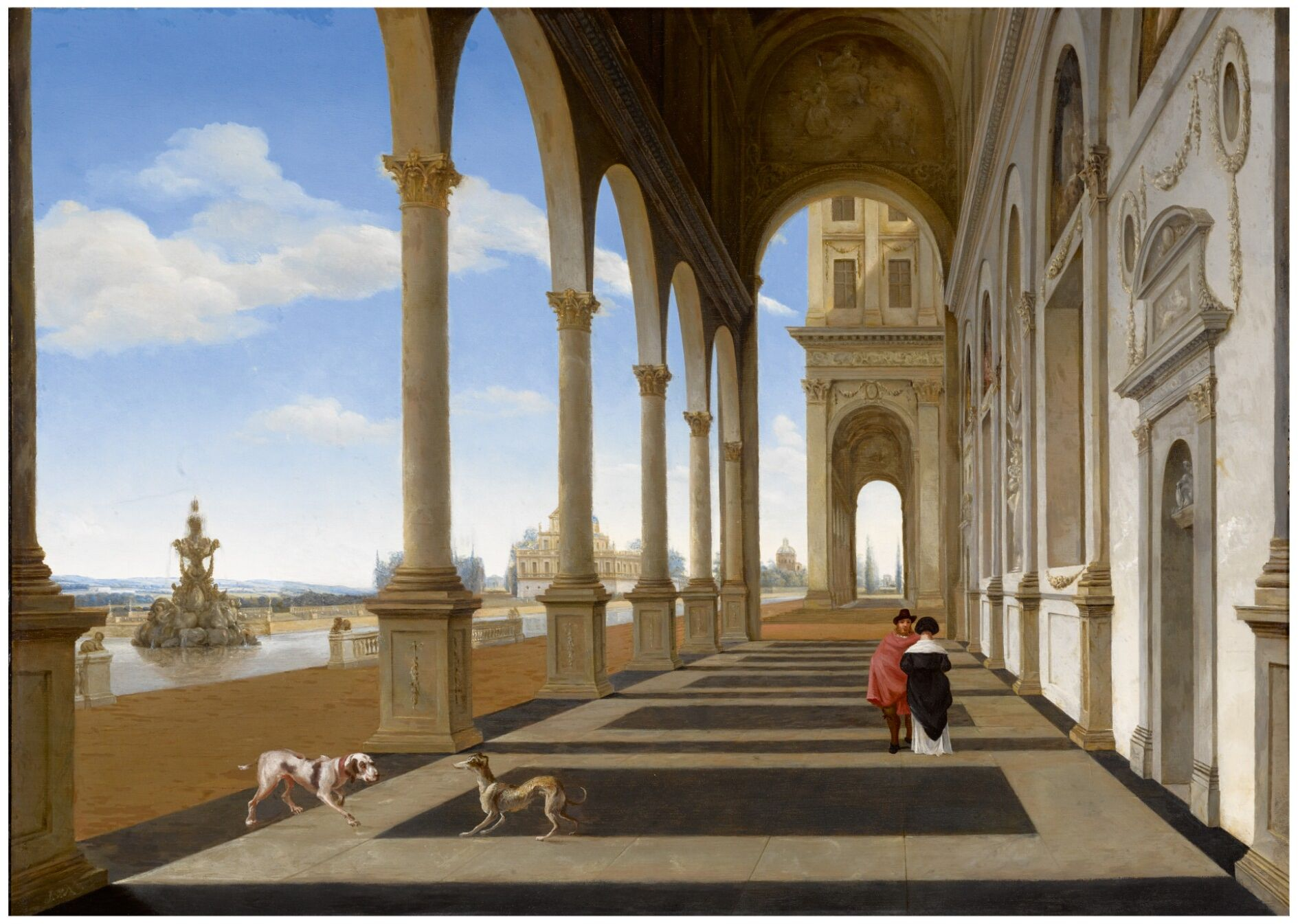
Architekturstück mit Palastarkaden im Stil der italienischen Renaissance

Isaak van Nickelen war ein Sohn von Jan Cornelisz. van Nickelen. Er gehörte der  mennonitischen Glaubensgemeinschaft an und heiratete zwei Mal, in erster Ehe am 27. September 1654 Maria Hamers aus Haarlem, die 1679 starb, in zweiter Ehe Maria du Bois, die ihn überlebte. Er hatte drei Söhne: Jan, Daniël und Jacob. Jan van Nickelen wurde Hof- und Kabinettmaler des Kurfürsten Johann Wilhelm von der Pfalz in Düsseldorf und des Landgrafen Karl von Hessen in Kassel.
Issak van Nickelen betätigte sich als Maler, Radierer, Uhrmacher, Textilfabrikant und Glashersteller. Im Jahr 1659 wurde er als Meister in der Sankt-Lukas-Gilde von Haarlem erwähnt, als Maler trat er ihr am 7. Oktober 1660 bei. 1677 erwarb er die Herberge „Het Mennistenbosje“ für 250 Gulden. 1681 schloss er mit der Stadt Alkmaar einen Vertrag über die Errichtung einer Fabrik zur Verarbeitung italienischer Rohseide. Ein Jahr später bezuschusste ihn Alkmaar zum Bau von zwei Garnmühlen. Offenbar war er ein erfolgreicher Unternehmer, denn 1685 kaufte er Seide und andere Güter in Amsterdam für den stattlichen Betrag von 19.720 Gulden, was im Jahr 2024 einem Gegenwert von 350.000 Euro entsprach. 1690 war er in der Lage, das Gut „Dal-en-Berg“ in Santpoort zu kaufen. 1696 übernahm er die Glasfabrik „Het Glashuis“ in Haarlem. In diesem Geschäft ging er jedoch zwei Jahre später bankrott. In seinen Diensten standen neun Leute.
Zeitlebens blieb van Nickelen Maler. Sein Œuvre zeigt genrehafte Kircheninterieurs und Architekturstücke. Er arbeitete hauptsächlich in Öl. In seiner Architekturmalerei gilt er als Schüler des Malers Pieter Jansz. Saenredam. Hierin folgte ihm sein Sohn Jan van Nickelen. Der deutsche Maler Johann Ludwig Ernst Morgenstern wurde durch van Nickelens Kircheninterieurs geprägt.
Isaak van Nickelen wurde am 27. Dezember 1703 in der Krypta der St.-Bavo-Kirche in Haarlem bestattet.